# ケイシ・トラ
ケイシ・トラ（アルバニア語:Kejsi Tola、1992年2月5日 - ）は、アルバニアの歌手。2007年に、アルバニアの歌手オーディション番組で優勝してデビューを果たした。

## 来歴
ケイシ・トラは10歳のときに歌を始め、以来各種の音楽祭への参加を続けた。また、オペラ歌手を目指して歌を学んでいた。2007年にアルバニアン・アイドルに参加し、優勝を果たす。このオーディション番組出身の歌手としては、2004年のユーロビジョンでアルバニア代表として参加したアニェザ・シャヒニ（Anjeza Shahini）などがいる。

## ユーロビジョン2009
2008年12月22日、ユーロビジョン・ソング・コンテスト2009のアルバニア代表を決める選考会であるFestivali I Këngësで優勝を果たし、2009年にロシアのモスクワで行われるユーロビジョン2009への参加を決めた。Festivali I Këngësで優勝した際、ステージ上でほとんど移動しなかったことに関して注文がついた。これに関して、ユーロビジョン参加に際しては「ただ立っているだけよりは、パフォーマンスがあったほうが良い」と語っている。
参加曲「Më Merr Në Ëndërr」を手がけたのはエドモンド・ジュラリ（Edmond Zhulali）であり、ジュラリは2004年のユーロビジョン・アルバニア代表の参加曲、アニェザ・シャヒニの「The Image of You」を製作した人物である。
大会では、7位で準決勝を通過し、決勝への進出を決めた。アルバニアの決勝進出は2008年大会のオルタ・ボカに続いて2年連続である。